# Ira, Iowa
Ira är en ort i Jasper County i Iowa i USA.